# Стужицька річка
Стужицька річка (словац. Stužická rieka) — річка в Словаччині, притока Ужа, протікає в окрузі Снина.
Довжина — 7,9 км (4,3 км в Словаччині; 3,6 км в Україні). Витік знаходиться в масиві Буковський Врх — на висоті 950 метрів. Протікає біля гори Кальниця; територією сіл Нова Седлиця і Стужиця та національного парку Полонини.
Впадає в Уж на висоті 474 метри.